# Штип (община)
Штип (макед. Општина Штип) — община в Северной Македонии. Расположена в восточной части страны. Население составляет 47 796 человек (2002 год).
Административный центр — город Штип.
Площадь территории общины 583,24 км².
Этническая структура населения в общине по переписи населения 2002 года:
- македонцы — 41 670 чел. (87,2%);
- цыгане — 2 195 чел. (4,6%);
- волохи — 2 074 чел. (4,3%);
- турки — 1 272 чел. (2,7%);
- остальные — 585 чел. (0,7%)